# جورج جونز (لاعب كرة قدم بريطاني)
جورج جونز (بالإنجليزية: George Jones)‏ (21 أبريل 1945 في المملكة المتحدة - ) هو لاعب كرة قدم بريطاني في مركز الهجوم. لعب مع أولدهام أثلتيك وبلاكبيرن روفرز ونادي بوري ونادي ساوثبورت ونادي هاليفاكس تاون وLancaster City F.C. ‏ ونادي رادكليف ‏.

## وصلات خارجية
- جورج جونز على موقع قاعدة بيانات كرة القدم.إي يو (الإنجليزية)
- جورج جونز على موقع عالم كرة القدم.نت (الإنجليزية)